# José Lampra Cà
José Lampra Cà (* 5. Januar 1964 in Blom) ist ein guinea-bissauischer Geistlicher und römisch-katholischer Bischof von Bissau.

## Leben
José Lampra Cà empfing am 27. Dezember 1997 durch den Bischof von Bissau, Settimio Arturo Ferrazzetta OFM, das Sakrament der Priesterweihe.
Am 13. Mai 2011 ernannte ihn Papst Benedikt XVI. zum Weihbischof in Bissau und zum Titularbischof von Leptiminus. Der Bischof von Bissau, José Câmnate na Bissign, spendete ihm am 12. November desselben Jahres die Bischofsweihe; Mitkonsekratoren waren Carlos Pedro Zilli PIME, Bischof von Bafatá, und Luis Mariano Montemayor, Apostolischer Nuntius in Senegal, Kap Verde und Guinea-Bissau und Apostolischer Delegat in Mauretanien. Am 11. Juli 2020 wurde José Lampra Cà zudem Apostolischer Administrator des vakanten Bistums Bissau.
Papst Franziskus bestellte ihn am 10. Dezember 2021 zum Bischof von Bissau. Die Amtseinführung erfolgte am 29. Januar 2022.